# 達里夫卡 (卡尼夫區)
49°36′14″N 31°17′23″E / 49.60389°N 31.28972°E
達里夫卡（烏克蘭語：Дарівка）是位於烏克蘭中部的村莊，由切爾卡瑟州切爾卡瑟區的斯泰潘齊市鎮負責管轄。該村面積0.68平方公里，2001年人口179，人口密度每平方公里263.6人。